# يعدش (السياني)

تعديل مصدري - تعديل

يعدش هي إحدى قرى عزلة الدامغ بمديرية السياني التابعة لمحافظة إب، بلغ تعداد سكانها 635 نسمة حسب تعداد اليمن لعام 2004.